# Zijlstraat 70-74
Zijlstraat 70-74 is een voormalig post- en telegraafkantoor in de Noord-Hollandse stad Haarlem. Het postkantoor uit 1894 is gebouwd in neogotische stijl en is naar ontwerp van Rijksbouwmeester Cornelis Peters. Het is gebouwd in de Zijlstraat vlak tegenover de Nieuwe Groenmarkt in de Binnenstad.
Op 3 september 1980 werd het voormalig Post- en Telegraafkantoor aangewezen als rijksmonument.

## Grschiedenis
Voor 1870 was het postkantoor van Haarlem gevestigd op verschillende adressen, zoals op de Oude Groenmarkt en de Bakenessergracht. De roep om een gezamenlijk gebouw voor post en telegrafie nam toe. De gemeente stuurde aan op nieuwbouw, nadien de verbouwing van de arrondissementsbank aan de Nieuwe Groenmarkt te weinig loketten zou opleveren.
In 1894 werd het nieuwe gezamenlijke postkantoor naar ontwerp van Peters gebouwd aan de Zijlstraat, maar al in 1906, nog geen twaalf jaar later, bleek dit gebouw te klein te zijn, zeker na de invoering van de lokale telefoondienst. Zodoende werden er uitbreidingsplannen opgesteld en naburige panden opgekocht. Maar de Rijksbouwmeester vond het verstandiger om percelen tussen de Raaks, Gedempte Oude Gracht en de Zijlstraat te verwerven. En zo verrees daar tussen 1919 en 1920 het nieuwe Hoofdpostkantoor, een ontwerp van Joop Crouwel.
Het naburige pand Zijlstraat 76 is in 1896 in gebruik genomen als bankgebouw van de Haarlemsche Bankvereeniging Teding van Berkhout & De Clercq. Deze fuseerde in 1916 met de Hollandsche Crediet- en Depositokas Mees & Ritsema tot de Haarlemsche Bankvereeniging. Deze ging op zijn beurt op in de Twentsche Bank en die op zijn beurt in de Algemene Bank Nederland (ABN). Omstreeks 1919 zocht de Haarlemsche Bankvereeniging uitbreiding. Alhoewel zij eerst het pand wilde slopen, betrokken zij in 1922 het voormalige Post- en Telegraafkantoor aan de Zijlstraat 70-74.
In de Tweede Wereldoorlog is het pand in gebruik geweest als distributiekantoor. Een kantoor ter verspreiding van voedselbonnen. Op 23 juni 1944 vond er een overval op dit distributiekantoor plaats.
Omstreeks 1980 verliet de ABN het gebouw. In de periode 1982-'84 werd het gebouw ingrijpend verbouwd waarbij enkel de gevel en het monumentale trappenhuis bewaard bleven. Na deze verbouwing werden ook de bovenverdiepingen omgebouwd tot negen maisonnettes.